# Microsema rhombaria
Microsema rhombaria är en fjärilsart som beskrevs av Achille Guenée 1858. Microsema rhombaria ingår i släktet Microsema och familjen mätare. Inga underarter finns listade i Catalogue of Life.